# Špišić Bukovica
Špišić Bukovica (dawniej Donja Bukovica) – wieś w Chorwacji, w żupanii virowiticko-podrawskiej, siedziba gminy Špišić Bukovica. W 2011 roku liczyła 1686 mieszkańców.

## Geografia
Jest położona na wysokości 130 m n.p.m., 8 km na północny zachód od Viroviticy.
Miejscowa gospodarka oparta jest na rolnictwie – uprawie zbóż, tytoniu, winorośli, hodowli zwierząt.

## Historia
Pierwsza historyczna wzmianka od miejscowości pochodzi z 1394 roku (jako Bakva). Obecna nazwa została ustanowiona w XIX wieku.
W 1532 roku miejscowość została zniszczona w wyniku najazdu osmańskiego i aż do końca XVII wieku pozostawała opustoszała. W 1749 roku stała się własnością rodu Špišiciów.